# Man'yōshū
Man'yōshū (万葉集, まんようしゅう、萬葉集) je zbirka japanskog pjesništva sabrana tijekom razdoblja Nara.
Nije izvjesno je li ovu antologiju sastavio jedan ili cijeli niz antologičara. Postoje brojne teorije tko je prikupio ove pjesme, a kao najvjerojatnija osoba spominje Ōtomo no Yakamochi koji je i sam bio pjesnik. Među probranim pjesnicima, nalazimo Kakinomota no Hitomara i Samija Manseija. Man'yōshū je jedna od najcjenjenijih zirka japanskog pjesništva. Sadrži pjesme nastale od 347. godine (od 85. do 89. pjesme) do 759. godine (4516. pjesma). Većina je nastala u razdoblju poslije 600. godine.

## Ime
Točno značenje naslova ove zbirke do danas nije razjašnjeno. Premda ime Man'yōshū u doslovnom prijevodu znači "zbirka deset tisuća listova", znanstvenici različito tumače ime ove zbirke. Sengaku, Kamo no Mabuchi i Kada no Azumamaro smatraju da znak 葉 yō označava koto no ha (riječi), tumačeći tako značenje naslova zbirke kao "zbirku bezbroj riječi". Keichū i Kamochi Masazumi (鹿持雅澄) smatraju da srednji znak označava "eru", tumačeći tako naslov zbirke kao "zbirku zadnjih deset tisuća godina". Proučavatelj kanbuna Okada Masayuki (岡田正之) smatrao je da 葉 yō jest metafora kojom se uspoređuje ogromna zbirka pjesama s lišćem na stablu. Druga teorija govori da se ime odnosi na veliki broj listova upotrijebljenih u zbirci. Od svih ovih tumačenja, prijevod "zbirka deset tisuća godina" smatra se da ima najveću težinu.
Iz imena Man'yōshū izvedeno je ime za pismo man'yōganu.

## Sadržaj
Zbirka nema ni uvoda ni predgovora, za razliku od kasnijih antologija poput Kokin Wakashūa. Man'yōshū čine dvadeset knjiga u kojima je 265 chōka (長歌, dugih pjesama), 4 207 tanka ((短歌, kratkih pjesama od 31 sloga), jedna tan-renga ((短連歌, kratka pjesma prijelaza), jedna bussokusekika (pjesama o Budinim otiscima stopala u Yakushi-jiu u Nari), 62 sedoke (旋頭歌), četiri kanshija ((漢詩, kineskih pjesama) i 22 kineska prozna odlomka.

## Ostalo
Više od 150 vrsta trava i drveća spomenuto je u 1500 natuknica Man'yōshūa. Više od 30 vrsta nalaze se u Botaničkom vrtu Man'yōu (万葉植物園, Manyō shokubutsu-en u Japanu, čime ih se skupa stavlja uz ime i pridruženu tanku za posjetitelje radi čitanja i promatranja, podsjećajući ih na drevna vremena u kojima su napravljene referencije. Prvi Manyo shokubutsu-en otvoren je u Velikom svetištu Kasuga (春日大社) 1932. godine.